# علاقة الحب والكراهية
علاقة الحب والكراهية (بالانجليزية: Love–hate relationship) هي علاقة شخصية تتضمن مشاعر حب وكراهية متزامنة أو متناوبة. وهي أمر شائع على وجه الخصوص عندما تكون المشاعر شديدة. يُستخدم هذا المصطلح بشكل متكرر في علم النفس والكتابة الشعبية والصحافة. ويمكن تطبيقه على العلاقات مع الأشياء غير الحية، أو حتى مع المفاهيم  وكذلك العلاقات الرومانسية، أو بين الأشقاء والآباء والأطفال.

## الجذور النفسية
تم ربط علاقة الحب والكراهية بحدوث التناقض العاطفي في مرحلة الطفولة المبكرة. الردود المتضاربة من قبل حالات الأنا المختلفة داخل نفس الشخص؛  أو التعايش الحتمي للصراعات الأنانية مع موضوع الحب.
يُنظر إلى النرجسيين، وذوي اضطراب الشخصية الحدية على أنهم عرضة بشكل خاص لردود الفعل العدوانية تجاه الأشياء المحببة، ليس أقلها عندما يتعلق الأمر بقضايا الهوية الذاتية. وفي الحالات القصوى، قد تكون الكراهية لوجود الآخر هي العاطفة الوحيدة للشعور حتى يأتي الحب من بعده.
وتشير الأبحاث من جامعة ييل إلى أن علاقات الحب والكراهية قد تكون نتيجة لضعف احترام الذات.

## الأسرة والنمو
تتطور علاقات الحب والكراهية أيضًا في سياق الأسرة، خاصة بين شخص بالغ وأحد والديهما أو كليهما. فغالبًا ما تشير علاقات الحب والكراهية وأحيانًا القطيعة الكاملة بين البالغين وأحد والديهم أو كليهما إلى ضعف الارتباط مع أي من الوالدين في مرحلة الطفولة، أو أعراض اكتئابية للوالدين، أو اضطراب الشخصية الحدية أو اضطراب الشخصية النرجسية عند الطفل البالغ، مع / أو نفور أحد الوالدين في مرحلة الطفولة.
غالبًا ما يعاني الآباء الذين ينفرون أطفالهم من الآخر من اضطراب الشخصية الحدية أو اضطراب الشخصية النرجسية. الأطفال الذين يعانون من القطيعة الأبوية الكاملة من قبل أحد الوالدين الحدودي بلغون عن ارتفاع معدل انتشار تدني احترام الذات ، وانخفاض الاكتفاء الذاتي ، وأنماط التعلق غير الآمن ، ومستويات أعلى من الاكتئاب في مرحلة البلوغ. تتمثل إحدى مهام التطوير للبشر في تحقيق التوازن بين دوافع الحب والكراهية الأساسية من أجل تحمل الازدواجية تجاه كائن محبوب. عندما يتم إنجاز هذه المهمة دون جدوى ، يمكن أن يتبع ذلك علم النفس المرضي الشديد. غالبًا ما يفشل الأفراد المصابون باضطراب الشخصية الحدية (BPD) واضطراب الشخصية النرجسية (NPD) في إنجاز مهمة التناقض. إنهم غير قادرين على الغضب في نفس الوقت من شخص يحبونه ، دون تدمير الحب (Corradi ، 2013). الأطفال غير قادرين على تحمل الازدواجية ، ويتم تلقينهم للاختيار. على الرغم من شعورهم بالحب تجاه والدهم المنفصل ، فقد تخلوا تمامًا عن الشيء المحبوب. هذا يخلق مناسبة لتطوير دفاعات الأنا لدى الطفل يشار إليها باسم "الانقسام".
كطريقة لفهم الانقسام ، توصف السمة المشتركة لاضطراب الشخصية الحدية و NPD بأنها "نمط من العلاقات الشخصية غير المستقرة والمكثفة التي تتميز بالتناوب بين أقصى درجات المثالية وخفض قيمة العملة" (American Psychiatric Association، 2013، p. 663). [ 14]
قد تتطور علاقة الحب والكراهية عندما يفقد الناس العلاقة الحميمة تمامًا في إطار علاقة حب ، ومع ذلك لا يزالون يحتفظون ببعض الشغف ، أو ربما بعض الالتزام تجاه بعضهم البعض ، قبل أن يتحولوا إلى علاقة كراهية وحب تؤدي إلى الطلاق. [15]
تتطور علاقات الحب والكراهية أيضًا في سياق عائلي، خاصة بين شخص بالغ وأحد والديه، فغالبًا الأطفال الذين يعانون من القطيعة الكاملة بين البالغين ومن أحد أو كلا الوالدين من ذوي اضطراب الشخصية الحدية أو اضطراب الشخصية النرجسية يبلغون عن ارتفاع معدل انتشار تدني احترام الذات، وانخفاض الاكتفاء الذاتي، وأنماط التعلق غير الآمن، ومستويات أعلى من الاكتئاب في مرحلة البلوغ. وتتمثل إحدى مهام النمو للبشر في تحقيق التوازن بين دوافع الحب والكراهية الأساسية من أجل تحمل الازدواجية تجاه كائن محبوب.
عندما تجري هذه المهمة دون جدوى، يمكن أن يتدخل علم النفس المرضي. غالبًا ما يفشل الأفراد المصابون باضطراب الشخصية الحدية واضطراب الشخصية النرجسية في إنجاز مهمة التناقض، كونهم غير قادرين على الغضب في نفس الوقت من شخص يحبونه دون تدمير الحب. والأطفال غير قادرين على تحمل الازدواجية، ويتم تلقينهم للاختيار. فعلى الرغم من شعورهم بالحب تجاه والدهم المنفصل، فقد تخلوا تمامًا عن الشيء المحبوب. هذا الأمر يخلق فرصة لتطوير دفاعات الأنا لدى الطفل يشار إليها باسم "الانفصام".
كطريقة لفهم الانفصام، توصف السمة المشتركة لاضطراب الشخصية الحدية والشخصية النرجسية بأنها "نمط من العلاقات الشخصية غير المستقرة والمكثفة التي تتميز بالتناوب بين أقصى درجات المثالية وانخفاض القيمة".
قد تتطور علاقة الحب والكراهية عندما يفقد الناس العلاقة الحميمة تمامًا في إطار علاقة حب، ومع ذلك لا يزالون يحتفظون ببعض الشغف، أو ربما بعض الالتزام تجاه بعضهم بعضاً قبل أن يتحولوا إلى علاقة كراهية وحب تؤدي إلى الطلاق.

## الثقافة
- تتكون الكلمة اليابانية "تسوندري" من كلمتين - تسونتسون (منعزلة، سريعة الانفعال، باردة) وديريدي (عربة الحب). شخصية تسوندري هي الشخص الذي يتحول في كثير من الأحيان بين إهانة مصلحتهم العاطفية والتعامل مع الحب أو اللطف تجاههم. عادة ما تقلل هذه الشخصيات من اهتمامهم بالحب في البداية ولكن في النهاية يصبحون أكثر لطفًا معهم بمرور الوقت.
- قدم كتولوس موضوع الحب والكراهية في الثقافة الغربية بعباراته الشهيرة: "أنا أكره ومع ذلك أحب. قد تتساءل كيف أديرها. لا أعلم، لكنني أشعر أن ذلك يحدث، وأنا في حالة عذاب".[15]
- كثيرًا ما يستخدم مفهوم علاقة الحب والكراهية في الروايات الرومانسية للمراهقين حيث تظهر شخصيتان على أنهما "تكرهان" بعضهما بعضاً، لكنهما يظهران نوعًا من المودة أو الانجذاب تجاه بعضهما البعض في نقاط معينة من القصة.[16]